# Movimento Sociale Italiano
Italienska sociala rörelsen (italienska: Movimento Sociale Italiano, MSI), var ett fascistinspirerat politiskt parti i Italien som var verksamt 1946-1995. Movimento Sociale Italiano grundades efter andra världskriget av i första hand tidigare funktionärer inom fascistpartiet. Under 1950-talet hade MSI kontakt med Malmörörelsen och Per Engdahl. Under 1990-talet gick partiet ihop med ett mer renodlat konservativt parti och bildade Nationella alliansen (AN). Utbrytare ur det gamla MSI, i första hand Pino Rauti och Fiamma Tricolore, har senare sökt använda partinamnet MSI, vilket Alleanza (i mars 2009 integrerat i premiärminister Berlusconis Frihetens folk) försökt förhindra. 
Med rötter i mellankrigstidens fascism försökte MSI spela rollen av tredje part mellan landets socialistiska och kristdemokratiska/konservativa partier. Från det sena 1970-talet anammade rörelsen dock i högre utsträckning ekonomisk liberalism som verktyg för sin politik. MSI fick sitt starkaste stöd i södra Italien och tidvis en tredjedel av rösterna på Sicilien. 1972, samma år som Destra Nazionale ("Nationella högern") infogats till namnet blev MSI fjärde största parti med 8,67 % av rösterna, men tappade därefter återigen stöd.

## Politiska sakfrågor
I MSI:s politik fanns ett antal centrala teman, som alla gav återkoppling till Benito Mussolinis tid:
- Tredje vägens politik, mellan och i motsats till kapitalism och socialism.
- Motstånd mot parlamentarism och partipolitik.
- Antikommunistiska dogmer och retorik.
- Centralism och stark verkställande makt.
- Ingripande i sociala frågor i nationens intressen, t.ex. angående aborträtten.
- För suveränitet, italiensk enhet och motstånd mot supermaktspolitik.